# Patrício Cecílio
Patrício de Sousa Cecílio (Golegã, 25 de fevereiro de 1894 — Golegã, 3 de setembro de 1983) foi toureiro amador e instrutor de jovens toureiros português.
Proprietário agrícola no concelho da Golegã, Patrício Cecílio destacou-se como bandarilheiro que, por manifesto romantismo, se exibiu nas arenas por volta das décadas de 1910 e 1920.
Embora tenha optado por nunca se profissionalizar, chegou a integrar, inclusive como peão de confiança, a quadrilha de João Branco Núncio no princípio da carreira deste importante cavaleiro. 
Fora, de resto, da responsabilidade de Cecílio a organização da corrida em que António Luís Lopes conferiu a Núncio a alternativa de cavaleiro tauromáquico, no Campo Pequeno, em 27 de maio de 1923.
Seria contudo na qualidade de instrutor de jovens toureiros que Patrício Cecílio se notabilizaria na festa dos touros. 
Preocupado com o desaparecimento de bandarilheiros profissionais que havia na Golegã, tradicionalmente terra de toureiros a pé, dispôs-se a oferecer os seus ensinamentos, baseados na sua experiência, aos jovens aficcionados que almejassem dedicar-se a tal atividade. 
Nascia assim a Escola de Toureio da Golegã, corria o ano de 1941.
Entre os jovens que beneficiaram da ideia de Patrício Cecílio encontra-se Manuel dos Santos (1925-1973) — matador de touros com alternativa tirada em 1948, em Sevilha (com o record de mais solicitado do mundo em 1950) deu à Escola da Golegã fama e prestigio internacionais.
Mas outros jovens se destacaram e a escola do antigo bandarilheiro amador, nascida para criar bandarilheiros profissionais, acabou por revelar, além de vários toureiros de prata, um conjunto muito relevante de novos matadores — António dos Santos, José Júlio, Francisco Mendes, Armando Soares e Ricardo Chibanga (que, de resto, se estabeleceu na Golegã pela mão de Manuel dos Santos e do empresário Alfredo Ovelha) —, bem como de dezenas de novilheiros. 
Mesmo depois da escola fechada, muitos aspirantes à vida de toureiro, continuaram a deslocar-se à casa do mestre Cecilio, para com ele se aconselharem.
Tendo na agricultura a sua principal atividade, Patrício Cecílio foi ainda Presidente da Câmara Municipal da Golegã durante dez anos, entre 1951 e 1961.
Foi também presidente da Casa do Povo da Golegã, em cuja qualidade integrou a Câmara Corporativa, representando o Trabalho Agrícola, na VI Legislatura (1953-1957).